# Azillanet
Azillanet település Franciaországban, Hérault megyében. Lakosainak száma 353 fő (2022. január 1.). Azillanet Aigne, Beaufort, Cesseras, Minerve és Olonzac községekkel határos.

## Népesség
A település népességének változása:
| Lakosok száma | 468  | 371  | 331  | 398  | 395  | 372  | 365  | 360  | 358  | 353  |
|               | 1968 | 1982 | 1990 | 2006 | 2013 | 2015 | 2017 | 2019 | 2020 | 2022 |